# Chamissoplatz
Der Chamissoplatz ist ein Platz im Berliner Ortsteil Kreuzberg des Bezirks Friedrichshain-Kreuzberg und befindet sich zwischen der Willibald-Alexis- und der Arndtstraße. Er ist benannt nach dem Naturforscher und Dichter Adelbert von Chamisso (1781–1838). Die Wohngebäude des Platzes stammen aus dem 19. Jahrhundert und haben den Zweiten Weltkrieg sowie die Kahlschlagsanierung und Entstuckung der Nachkriegsjahre in großen Teilen unbeschadet überstanden.

## Lage und Nutzung
Der Platz befindet sich nahe des ehemaligen Flughafens Tempelhof im Süden und der Bergmannstraße im Norden. Von den Anwohnern wird dieser Bereich Kreuzbergs auch „Bergmannkiez“ genannt.
Vom Charakter her ist der innere Teil des Chamissoplatzes ein Kinderspielplatz. An seiner Ostseite findet ganzjährig samstags von 9 bis 15 Uhr ein Wochenmarkt mit Bioprodukten aus der Region Berlin-Brandenburg statt, der eine Rolle im Roman BETTNACHBARiN von Roland Siegloff spielt. Erzeugnisse bietet unter anderem der Hof Marienhöhe an, der seit 1928 biologisch-dynamisch wirtschaftet und als ältester Ökobauernhof in Deutschland gilt.
Das gesamte Bauensemble am Chamissoplatz sowie die Gebäude in den angrenzenden Straßen stehen unter Denkmalschutz. Der Platz ist häufiges Ziel von Sightseeing-Touren. Am Chamissoplatz befinden sich mehrere Gaststätten. Mitunter ist er Schauplatz von Dreharbeiten, wenn es gilt, eine Alt-Berliner Kulisse zu nutzen. Der Platz ist Dreh- und Handlungsort des 1980 gedrehten Films Berlin Chamissoplatz von Rudolf Thome. 

## Geschichte

Schwengelpumpe am Chamissoplatz um 1900, Briefmarke von 1983

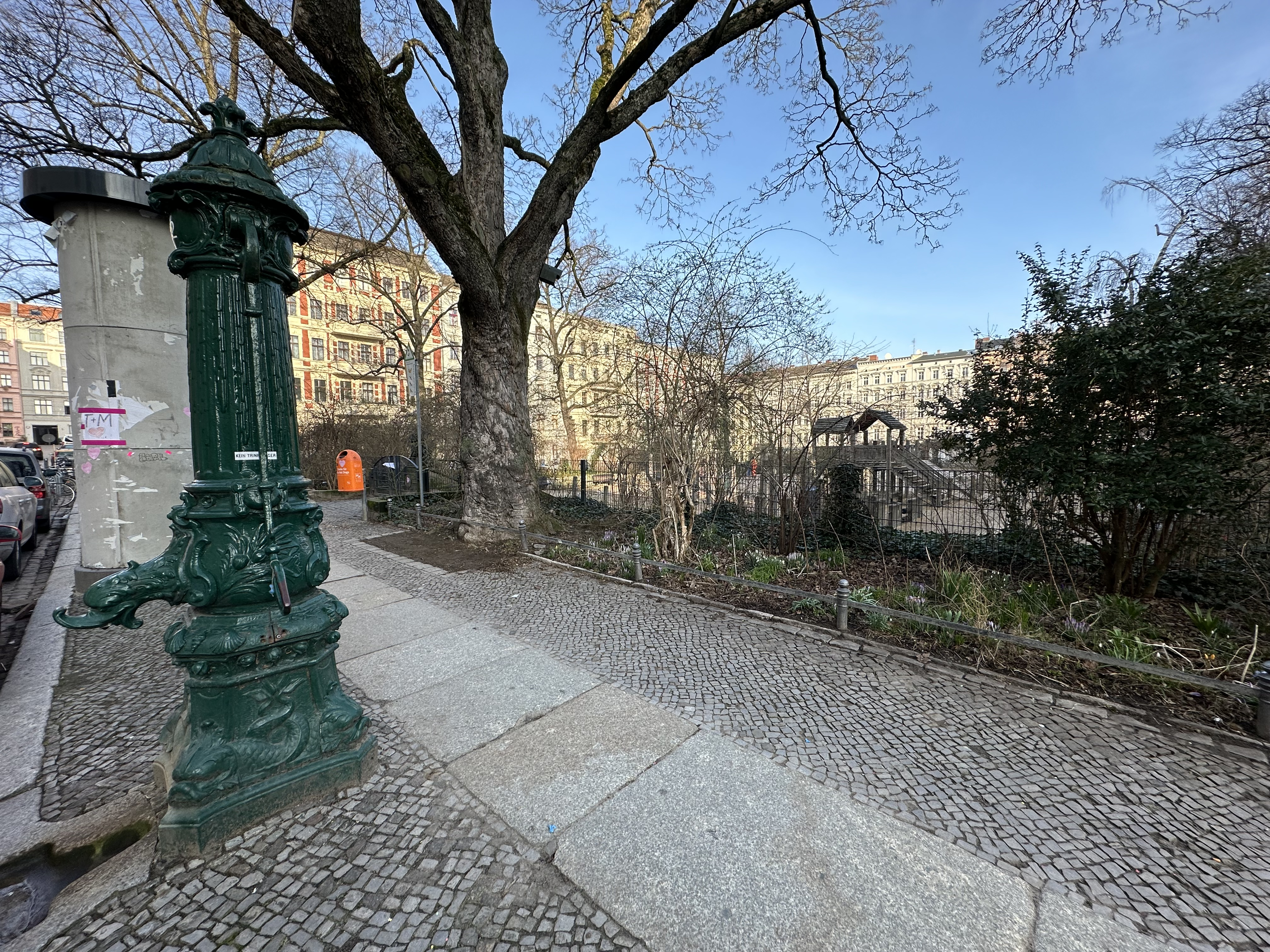
Chamissoplatz mit Wasserpumpe, 2024

Das Gebiet um den Chamissoplatz entstand während des rapiden Stadtwachstums der Gründerzeit und wurde als Ergänzung zum Hobrechtplan ab 1877 erschlossen. Der Schmuckplatz entstand nach einem Entwurf des Berliner Gartendirektors Hermann Mächtig von 1887. Die Benennung nach Adelbert von Chamisso erfolgte am 24. April 1890. Zu dieser Zeit war die Randbebauung bereits fertiggestellt. Die historistischen Bauwerke sind großteils dem Neobarock und der Neorenaissance zuzuordnen. Man unterschied zunächst zwischen Chamissoplatz und Am Chamissoplatz, womit die westliche und östliche Begrenzung bezeichnet wurden. Die Gegend war anfänglich die Wohngegend der kleinen Leute wie Lehrer, Beamte, Handwerker und Arbeiter. Durch Hinterhöfe gab es eine dichte Bebauung mit wenig Komfort, pro Haus sind zwischen 15 und 20 Familien angegeben. Die umgebenden Straßen wurden mit Kopfsteinpflaster versehen. Die zuerst errichteten Gaslaternen sind noch erhalten, obwohl nach Senatsbeschluss diese in ganz Berlin verschwinden sollen.
Nach Hausbesetzungen in den 1980er Jahren erfolgte eine umfangreiche Sanierung der Gebäude im gesamten Kiez. Die wesentlich verbesserten Wohnbedingungen und weitere Privatisierungen ganzer Gebäude führten und führen zu Mietenexplosionen und einem Bewohnerwechsel hin zu „gut Betuchten“. Für das Gebiet um den Chamissoplatz erließ das Bezirksamt 2005 eine Erhaltungsverordnung, wodurch unter anderem die Umwandlung von Miet- in Eigentumswohnungen kontrolliert werden soll.

## Verkehrsberuhigung
Ab Juli 2022 wurden im Rahmen des „Modellprojektes Fußverkehr Bergmannkiez“ des Bezirksamts Friedrichshain-Kreuzberg umfangreiche Maßnahmen rund um den Chamissoplatz getroffen, die den Durchfahrtverkehr für Pkw beschränken und die Sicherheit für den Rad- und Fußverkehr erhöhen sollen.
Dazu zählen mehrere Gehwegsvorstreckungen zum Chamissoplatz hin, die Umwandlung von Pkw-Stellplätzen in 90 Fahrrad-Stellplätze mit Bügeln sowie die Einrichtungen von Einbahnstraßen in der Fidicinstraße, Nostitzstraße und seit Juni 2024 auch für die östlich und westlich am Platz gelegenen Straßen. Zusätzlich ist die Durchfahrt durch die Willibald-Alexis-Straße sowie die Arndtstraße auf Höhe des Chamissoplatzes für Autos blockiert.
Der Betreiber des Ökomarktes am Chamissoplatz kritisiert die Parzellierung der Straßen am Chamissoplatz, die das Funktionieren des Marktes gefährdeten. Kritik gab es nach der dritten Bauphase zudem an der „Verpollerung“ des Platzes. Zunächst wurden 66 weiß-rot-reflextierende Poller installiert, die im Kontrast zum historischen Erscheinungsbild des Platzes standen. Mit dem Landesdenkmalschutzamt war diese Maßnahme nicht abgestimmt. Auch Anwohner sowie die Chamisso-Initiative fühlten sich übergangen.
Inzwischen wurde der Großteil der Poller durch Pfosten ersetzt, die sich besser ins gründerzeitliche Bild einfügen.